# Gaspar Henaine
Gaspar Henaine Pérez (Chignahuapan, Puebla; 6 de enero de 1927 - Ciudad de México, 30 de septiembre de 2011), conocido como Capulina, fue un actor, comediante y guionista mexicano.

## Biografía y carrera

### Primeros años
Capulina nació el 6 de enero de 1927, en Chignahuapan, Puebla, siendo hijo del libanés Antonio Henaine Helú, y de la mexicana Concepción Pérez López.  Cuando contaba con seis años, su familia lo llevó a vivir a Ciudad de México.

### Inicios artísticos
En 1943, a los diecisiete años, Capulina comenzó su carrera artística como cantante y actor. Participó en un cuarteto de músicos llamado «Los Excéntricos del Ritmo». Más adelante formó parte del trío «Los Trincas», con quienes se presentó varias veces para el Canal 2. En 1952 conoció en la misma radiodifusora a Marco Antonio Campos Contreras, luego apodado «Viruta», a quien le propuso formar un dueto cómico para participar en el programa de la XEW Cómicos y canciones, pero Viruta no aceptó inicialmente porque había tenido un conflicto con su compañero José Domínguez Flores «Chamula», debido al alcoholismo que este padecía, pero fue tanta la insistencia de Capulina por la que Viruta terminó aceptando trabajar con él. La pareja empezó como «Capulina y Don Viruta en la radio».[cita requerida]

### Incursión actoral
En 1953, él y su compañero de actuación Viruta comenzaron juntos una carrera cinematográfica. Ambos mantuvieron una estrecha amistad en la vida real durante su época como dúo. Sin embargo, en 1966 su relación como amigos se rompió por desacuerdos profesionales. Viruta jamás aceptó reconciliarse con él.[cita requerida]
Tras su separación, continuó su carrera actoral en solitario, protagonizando varias películas, en su mayoría comedias, como El médico módico (1971), Capulina contra los vampiros (1971), Capulina contra las momias (1973), El bueno para nada (1973), Capulina contra los monstruos (1973), El circo de Capulina (1978), entre otras. Su último trabajo actoral fue en 1999 en la telenovela El diario de Daniela.

## Vida personal y muerte
Fue padre del actor y actor de doblaje Antonio Henaine.
El 21 de septiembre de 2011 Capulina fue hospitalizado debido a una obstrucción intestinal por náuseas y vómitos que se complicó con un cuadro de neumonía en un hospital en el sur de la Ciudad de México. Falleció el 30 de septiembre de 2011 a los 84 años de edad, a consecuencia de un paro cardiorrespiratorio.

## Filmografía

### Cine
| Año  | Título                        | Papel                           | Notas                                         |
| ---- | ----------------------------- | ------------------------------- | --------------------------------------------- |
| 2015 | Selección Canina              | Director Plateas (voz)          | Lanzamiento póstumo                           |
| 2010 | Capulina                      | Él mismo                        | Documental                                    |
| 1989 | Mi compadre Capulina          | Capulina                        |                                               |
| 1983 | El sargento Capulina          | Capulina                        |                                               |
| 1982 | El naco más naco              | Capulina                        | También conocida como Crudo de petróleo       |
| 1981 | El rey de Monterrey           | Capulina                        |                                               |
| 1979 | Un cura de locura             | Padre Capulina                  |                                               |
| 1978 | El circo de Capulina          | Capulina                        |                                               |
| 1977 | Lo veo y no lo creo           | Capulina                        | También conocida como El ciego                |
| 1976 | El karateca azteca            | Capulina                        | También productor                             |
| 1976 | Renuncia por motivos de salud | Consejero TV                    |                                               |
| 1976 | El guía de las turistas       | Capulina                        | También productor y escritor                  |
| 1976 | El compadre más padre         |                                 |                                               |
| 1975 | Capulina Chisme Caliente      | Capulina                        | También conocida como El chismoso del barrio  |
| 1974 | El sonámbulo                  | Capulina/Capuleto               |                                               |
| 1974 | El investigador Capulina      | Capulina                        |                                               |
| 1974 | Capulina contra los monstruos | Capulina                        |                                               |
| 1974 | El carita                     | Capulina                        | También conocida como Uno para todas          |
| 1973 | El caballo torero             | Capulina                        |                                               |
| 1973 | Capulina contra las momias    | Capulina                        | También conocida como El terror de Guanajuato |
| 1973 | El bueno para nada            | Capulina                        |                                               |
| 1972 | El metiche                    | Capulina                        |                                               |
| 1972 | El rey de Acapulco            | Capulina                        |                                               |
| 1971 | Capulina contra los vampiros  | Capulina                        | También productor                             |
| 1971 | El nano                       | Capulina                        |                                               |
| 1971 | El médico módico              | Capulina                        |                                               |
| 1970 | El hermano Capulina           | Capulina                        |                                               |
| 1970 | Capulina Speedy González      | Capulina Espiridión González    |                                               |
| 1970 | Capulina corazón de león      | Capulina                        |                                               |
| 1969 | Santo contra Capulina         | Capulina                        |                                               |
| 1969 | El mundo de los aviones       | Capulina «el Capitán Mil-Horas» |                                               |
| 1969 | Mi padrino                    | Capulina                        |                                               |
| 1968 | El zángano                    | Capulina                        |                                               |
| 1968 | Operación carambola           | Capulina                        |                                               |
| 1967 | El camino de los espantos     | Capulina                        |                                               |
| 1967 | Un par de roba chicos         | Capulina                        |                                               |
| 1967 | Dos pintores pintorescos      | Capulina                        |                                               |
| 1967 | Detectives o ladrones..?      | Capulina                        | También conocida como Dos agentes inocentes   |
| 1966 | La cigüeña distraída          |                                 |                                               |
| 1966 | La batalla de los pasteles    | Capulina                        |                                               |
| 1966 | Dos meseros majaderos         | Capulina                        |                                               |
| 1966 | Cada quien su lucha           | Capulina                        |                                               |
| 1966 | La vida de Pedro Infante      | Capulina                        |                                               |
| 1965 | Los reyes del volante         | Capulina                        |                                               |
| 1964 | La edad de piedra             | Capulina                        |                                               |
| 1964 | Los astronautas               | Capulina                        |                                               |
| 1964 | Buenos días, Acapulco         | Capulina                        |                                               |
| 1963 | Barridos y regados            | Capulina                        |                                               |
| 1963 | Los invisibles                | Capulina                        |                                               |
| 1962 | ¡En peligro de muerte!        | Capulina                        |                                               |
| 1962 | Cascabelito                   | Capulina                        |                                               |
| 1962 | Qué perra vida                | Capulina                        |                                               |
| 1961 | Dos tontos y un loco          | Capulina                        |                                               |
| 1961 | Pegando con tubo              | Capulina                        |                                               |
| 1961 | Un par... a todo dar          | Capulina                        |                                               |
| 1961 | Limosneros con garrote        | Capulina                        |                                               |
| 1960 | Los desenfrenados             | Capulina                        |                                               |
| 1960 | Cómicos y canciones           | Capulina                        |                                               |
| 1960 | El dolor de pagar la renta    | Capulina                        |                                               |
| 1960 | Dos criados malcriados        | Capulina                        |                                               |
| 1960 | Dos locos en escena           | Capulina                        |                                               |
| 1960 | Los tigres del desierto       | Capulina                        |                                               |
| 1959 | Angelitos del trapecio        | Capulina                        |                                               |
| 1958 | A sablazo limpio              | Crispín Capulina                |                                               |
| 1958 | Muertos de miedo              | Capulina                        |                                               |
| 1958 | La odalisca n.º 13            | Emir Ali Kaido (Capulina)       |                                               |
| 1958 | Los legionarios               | Capulina                        |                                               |
| 1958 | Viaje a la Luna               |                                 |                                               |
| 1958 | Se los chupó la bruja         | Capulina                        |                                               |
| 1957 | La sombra del otro            | Capulina                        |                                               |
| 1953 | Ahí vienen los gorrones       |                                 |                                               |
| 1950 | Cuando acaba la noche         |                                 |                                               |
| 1943 | Distinto amanecer             | Asistente de tren               |                                               |

### Televisión
| Año       | Título                    | Papel    |
| --------- | ------------------------- | -------- |
| 1999      | El diario de Daniela      | Don Capu |
| 1972-1989 | Las aventuras de Capulina |          |
| 1975-76   | El gran circo de Capulina |          |
| 1963      | Cómicos y canciones       |          |